# Sigini
Siginii (greacă Sigynnai, latină Sigynnae) erau un trib tracic, scitic sau, poate, de origine iraniană, menționați de Herodot (V,) ca locuind în secolul 5 î.Hr., la nord de Dunăre și având un port similar cu cel al mezilor. 

### Izvoare scrise
Siginii - un neam trac despre care Herodot ne spune că: 
singurii oameni despre care a putut afla că trăiesc dincolo de Istru sînt un neam cu numele de sigini. Ei se folosesc de haine ca și ale mezilor. Caii lor ‒ zice-se ‒ au pe tot corpul un păr des și lung de cinci degete. Aceștia sînt mici și cu bot scurt, nefiind în stare să poarte oameni. Înhămați însă la car, aleargă cât se poate de repede. De aceea băștinașii călătoresc în care. Acest neam este răspândit până în regiunea eneților care locuiesc lângă Adriatica. Ei susțin că sunt coloniști mezi. Cum s-au așezat aici mezii nu pot să-mi dau seama, dar într-un răstimp foarte îndelungat totul este cu putință. Ligurii, care locuiesc dincolo de Massalia, dau numele de sigini negustorilor cu amănuntul, iar ciprioții lăncilor.
O sumară mențiune apare și la Apollonios din Rhodos în Argonauticele unde siginii sunt amintiți alături de traci. Sunt considerați vecinii dinspre nord-vest ai tribalilor.

### Localizarea și identificarea etniei
V. Pârvan îi plasează la vest de Olt și în Banat, și mai spre vest pe valea Savei până către Adriatică. Același istoric vede în sigini un neam iranian, dar descoperile arheologie din regiunea unde sunt plasați nu au caracteristici iraniene. În concluzie siginii probabil sunt mai apropiați neamurilor trace decât de cele scitice.
János Harmatta îi localizează pe sigini la vărsarea Dravei în Dunăre, în locul cel mai apropiat de eneți la nordul Dunării.
Jan Chochorowski localizează această populație în bazinul Tisei le atribuie grupei sudice a culturii arheologice Vekerzug, Vekerzug-Szabadszállás, argumentând prin lipsa aproape desăvârșită a fibulelor și acelor, deci, poate, un port asemănător cu cel al mezilor din acea vreme.
Dupa harta publicată de Abraham Ortelius in 1595, siginii sunt situați in zona unde se varsă râul Siret în Dunăre, deci în partea de est a Daciei.
O altă părere este că siginii locuiau în partea de vest a Daciei.